# Сосновское (Николо-Погостинский сельсовет)
Сосновское — деревня в Городецком районе Нижегородской области. Входит в состав Ильинского сельсовета.